# 巴士底日閱兵

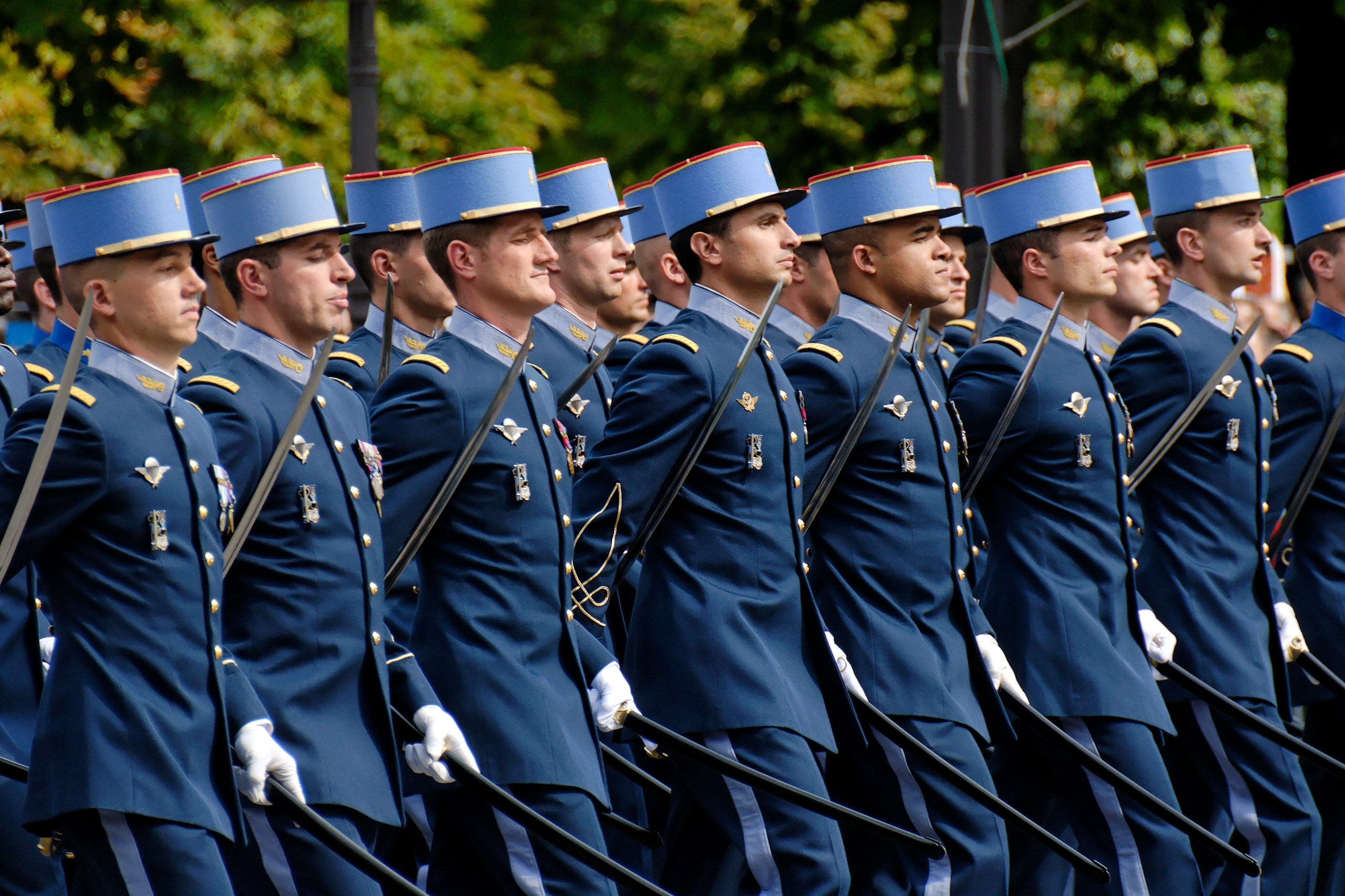
巴士底日閱兵

巴士底日閱兵（法語：Défilé militaire du 14 Juillet）是法國在每年7月14日（巴士底日）上午於巴黎舉行的閱兵活動。

## 历史
開始於1880年。閱兵的起點是凱旋門，終點是協和廣場。現在巴士底日閱兵每年都會通過電視直播，是世界歷史最久的閱兵活動之一。在巴士底日這一天，法國的一些地方城市也會舉辦小型的閱兵活動。

## 外部連結
- A video on the Bastille Day （页面存档备份，存于） (RealVideo)
- The 2015 Bastille day Parade, full video broadcast by the French Ministry of Defence Wikiwix的存檔，存档日期2020-04-10